# Лютога

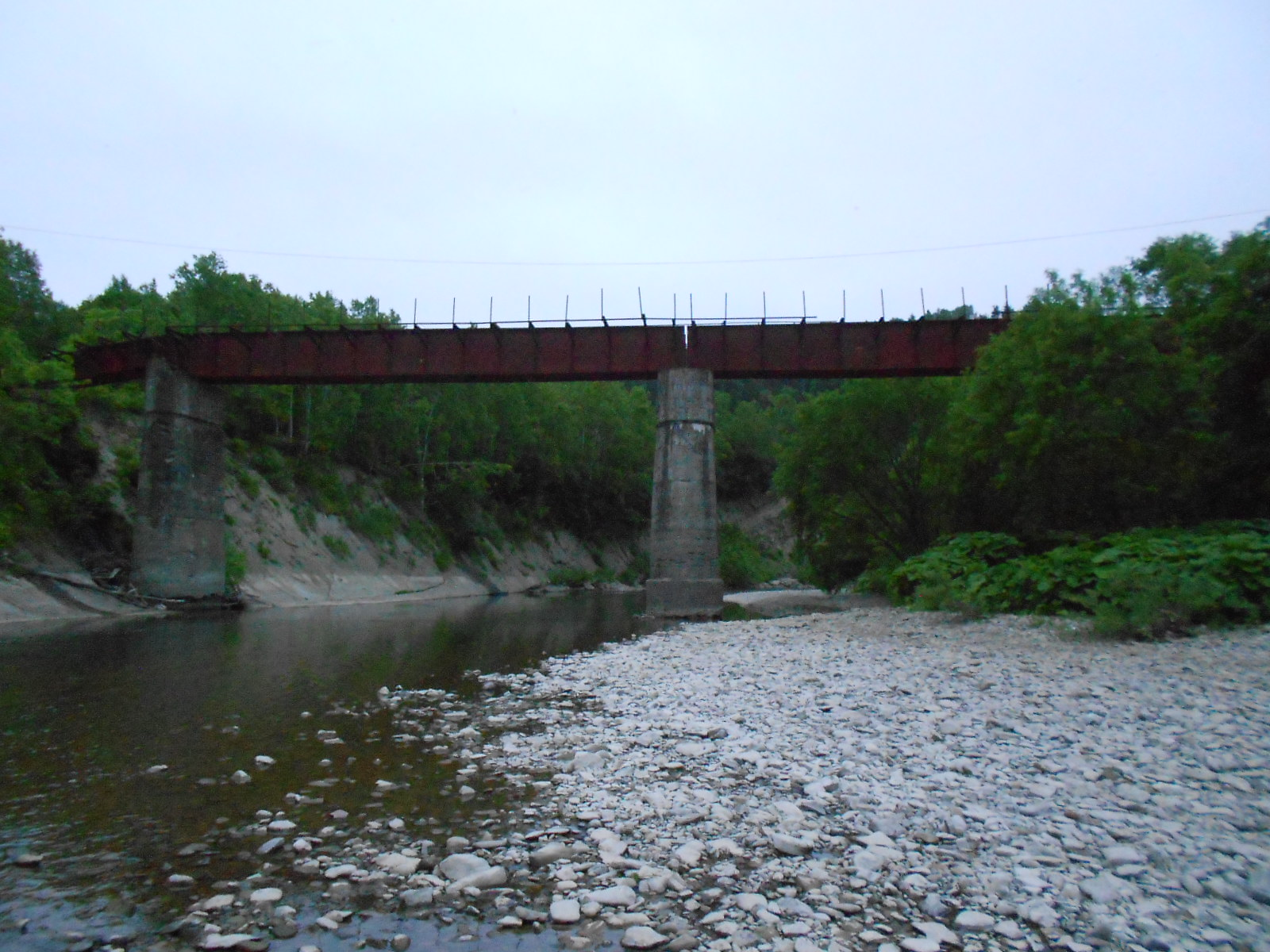
Железнодорожный мост разобранной линии Южно-Сахалинск — Холмск через реку Лютога (2016)

Лю́тога — река на острове Сахалин, третья по протяжённости река Сахалинской области. В административном отношении протекает по Холмскому и Анивскому районам Сахалинской области. Берёт начало от слияния нескольких мелких рек на западном склоне Мицульского хребта в системе Западно-Сахалинских гор. Общее направление течения — с севера на юг. Протекает по широкой равнине. Впадает в залив Анива Охотского моря. В устье находится село Рыбацкое. На реке стоят город Анива (9378 жителей) и сёла (сверху вниз по течению): Пятиречье (ок. 400 жителей), Чапланово (ок. 700), Огоньки (ок. 300) и Петропавловское (ок. 400). Прежнее название реки Труатога, с айнского языка переводится как «дорога к морскому берегу».
Длина — 130 км, площадь бассейна — 1530 км². Питание смешанное с преобладанием снегового. Средний уклон — 0,37 %. Среднегодовой расход воды (в районе села Огоньки) — 31,7 м³/с, средний годовой объём стока — 1,0 км³. Ширина в устье достигает 145 м. Самый высокий уровень наблюдается в третьей декаде апреля, низший — во второй декаде сентября. Лёд устанавливается обычно в первой декаде декабря; весенний ледоход начинается во второй декаде апреля.
В верхней части бассейна реки Лютога, на примере реки Фрикена, количество микроорганизмов в донных осадках в период июнь-октябрь составляет от 1,1 до 4,0 млн кл./г. В нижней части бассейна реки Лютога, на примере реки Партизанка, показатель количество микроорганизмов составляет от 0,8 до 11,1 млн кл./г.

## Данные водного реестра
По данным государственного водного реестра России относится к Амурскому бассейновому округу.
Код объекта в государственном водном реестре — 20050000212118300006342.

## Крупные притоки
В таблице приведены сводные данные по крупным притокам Лютоги длиной более 10 км, исходный порядок дан по расстоянию устья притоков от устья Лютоги.
| Расстоя- ние (км) | Название притока | Расположение притока | Длина (км) | Бассейн (км²) |
| ----------------- | ---------------- | -------------------- | ---------- | ------------- |
| 21                | Краснодонка      | Левый                | 16         | 58            |
| 30                | Партизанка       | Правый               | 10         | 27            |
| 32                | Быстрая          | Правый               | 42         | 276           |
| 53                | Чернозёмка       | Левый                | 16         | 33            |
| 54                | Каменка          | Правый               | 18         | 62            |
| 60                | Безымянка        | Левый                | 21         | 28            |
| 62                | Нарьян-Мар       | Левый                | 16         | 31            |
| 64                | Окуловка         | Правый               | 17         | 42            |
| 78                | Камышовая        | Правый               | 12         | 16            |
| 81                | Тиобут           | Левый                | 52         | 346           |
| 86                | Свиридовка       | Правый               | 12         | 24            |
| 89                | Чипиань          | Правый               | 21         | 136           |